# Ludwig Schläfli

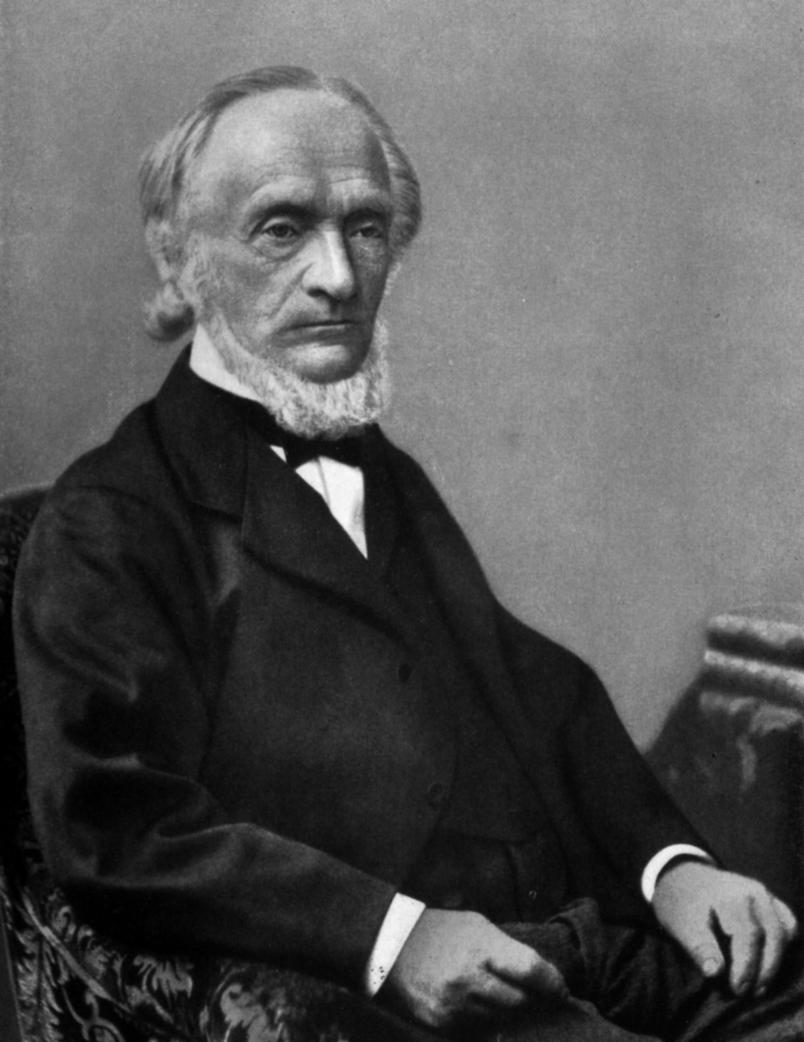
Ludwig Schläfli

Ludwig Schläfli (ur. 15 stycznia 1814, zm. 20 marca 1895) – szwajcarski matematyk. Wniósł wkład w rozwój geometrii, analizy zespolonej, arytmetyki i teorii funkcji. Przyczynił się do rozwoju pojęcia przestrzeni wyższych wymiarów (mających więcej niż trzy wymiary).
Schläfli zidentyfikował 6 foremnych polichoronów, czyli 4 wymiarowych odpowiedników brył platońskich. Od jego nazwiska pochodzi pojęcie symbol Schläfliego.